# Dekanat Wrocław północ III (Psie Pole)
Dekanat Wrocław Północ III (Psie Pole) – jeden z 33 dekanatów w rzymskokatolickiej archidiecezji wrocławskiej.
W skład dekanatu wchodzi 9 parafii:
- Parafia Podwyższenia Krzyża Świętego→ Domaszczyn
- Parafia Matki Bożej Różańcowej → Kiełczów
- Parafia św. Brata Alberta → Mirków
- Parafia św. Józefa Oblubieńca Najświętszej Maryi Panny → Pasikurowice
- Parafia Najświętszego Serca Pana Jezusa → Wrocław-Pawłowice
- Parafia św. Jakuba i św. Krzysztofa → Wrocław-Psie Pole
- Parafia św. Jacka → Wrocław-Swojczyce
- Parafia św. Jana Apostoła → Wrocław-Zakrzów
- Parafia św. Kazimierza → Wrocław-Zgorzelisko